# Válka třetí koalice
Válka třetí koalice bylo vojenské střetnutí, v němž se střetla vojska prvního Francouzského císařství se spojenými vojsky Ruského impéria a Habsburské monarchie. Válka se odehrála roku 1805 a skončila vítězstvím Francouzů, které bylo rychle následováno Prešpurským (Bratislavským) mírem, díky němuž Francie získala značné území na úkor Habsburské monarchie. Ruské impérium smlouvu neratifikovalo a pokračovalo v boji s Francií stejně jako Británie, přičemž ruský car Alexandr přesvědčil pruského krále Friedricha Wilhelma III., aby se do války zapojil po jejich boku a vytvořil Čtvrtou koalici. K nastolení míru mezi Francií a Ruskem došlo až o dva roky později, kdy Alexandr s Napoleonem uzavřel mír v Tylži (Tilsitu).

## Po revolučních válkách
Vývoj před rokem 1805 značně poznamenaly události konce 18. století. Na konci tohoto století byly zakončeny totiž dvě důležité revoluce: průmyslová v Británii a krátce před koncem století i politická ve Francii.Po spíše prospěšných vynálezech (pára, vlak, telegraf) se začal průmysl prosazovat i na poli válečnickém a to nejen ve Velké Británii. Ve Francii zase proběhla Velká francouzská revoluce. Ta vypukla roku 1789 a značně pozměnila tvář této země. Král zprvu jen prováděl drobné ústupky, ale po svolání generálních stavů v roce 1789 se revoluce začal šířit neuvěřitelnou rychlostí. Zanedlouho se král stal prakticky vězněm svého lidu. Po svém pokusu o útěk byl roku 1793 popraven a s ním i jeho žena, Marie Antoinetta.
Myšlenky revoluce se zanedlouho začaly dostávat do sousedních států, čemuž se jejich vládci snažily zabránit. Vypukly revoluční války, ve kterých francouzská revoluční armáda vzdorovala Prusku, Habsburské monarchii, Rusku a Velké Británii. Mezitím došlo ve Francii k mnoha změnám. Po tzv. „vládě teroru“, kterou vedli politici jakobíni (v čele s Robespierrem), byli společně se svými odpůrci girondisty v roce 1794 sesazeni a popraveni. K vládě nastoupilo direktorium, které svou moc opíralo o armádu. Tím se k moci přiblížil mladý generál dělostřelectva, korsičan, Napoleon Bonaparte. Ten brzy pro Francii vyhrál 1. italské tažení a vzápětí(roku 1798), se vylodil i s vojskem v Egyptě, toto tažení však skončilo porážkou. Následně se stal prvním konzulem a zvítězil i v druhém italském tažení proti Rakousku (1800-1801), které skončilo mírem v Lunéville. O rok později byl uzavřen mír v Amiensu s Velkou Británii, díky čemuž měl Napoleon Bonaparte „volné ruce“, pro starost o zem a armádu. Ve stejném roce byl zvolen doživotním konzulem. I přesto, že s Velkou Británii byl uzavřen mír, snil Napoleon o jejím zničení a ovládnutí. Pro tyto potřeby začal budovat mohutnou armádu, která se brzy stala nejlepší v Evropě, a Francouzskou banku, založenou v roce 1800. Tyto přípravy pohltily francouzský státní rozpočet za roky 1803-1805, celkem 1 500 000 franků. Po těchto přípravách byl ale Napoleon připraven k invazi do Anglie.

## Přibližování k válce

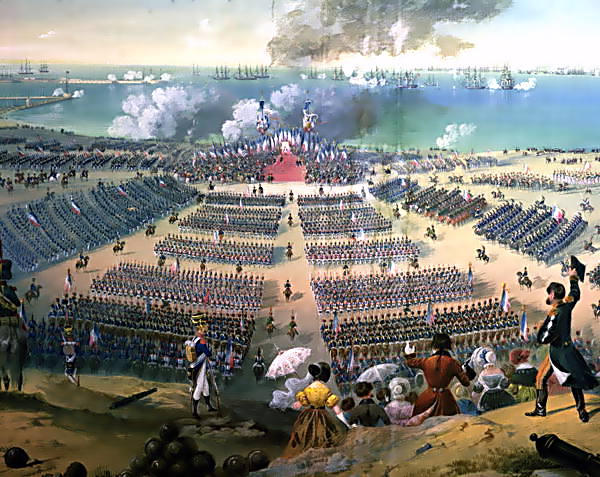
Tábor v Boulogne u pobřeží

I přesto, že měl Napoleon s Anglií mír, tak ho obě strany soustavně porušovaly. Britové začali na moři zabavovat francouzské obchodní lodě z kolonií, načež Francouzi odpověděli tak, že generál Mortier vpadl do Hannoverska, které snadno obsadil. Britskému králi Jiřímu III. to ale moc nevadilo, protože jeho hlavním cílem byla nadvláda na moři.Roku 1804 nechal Napoleon zabavit veškeré anglické zboží, které se po jeho zemi nacházelo. Tentýž rok, po roce výstavby byl hotov obrovský tábor v Boulogne-sur-Mer, který měl údajně sloužit k invazi do Anglie. Dále vznikly u pobřeží další čtyři podružné vojenské tábory, Etaples, Ambleteuse, Saint-Omer a Bruggy. Celkem se u pobřeží shromáždilo 150 000 vojáků, kteří měli na přeplutí kanálu La Manche k dispozici 2000 lodí.